# Navalmoral de Béjar
Navalmoral de Béjar è un comune spagnolo di 67 abitanti situato nella comunità autonoma di Castiglia e León.